# Sylvia Serfaty
Sylvia Serfaty (1975) é uma matemática francesa.
Serfaty estudou de 1994 a 1998 na École normale supérieure (diploma 1995) e obteve um doutorado em 1999 na Universidade Paris-Sul em Orsay, orientada por Fabrice Bethuel, com a tese Etude mathematique de l'equation de Ginzburg-Landau de la supraconductivite. A partir de 1998 esteve na École normale supérieure de Cachan com pesquisadora do Centre national de la recherche scientifique (CNRS). Em 2001 foi professora assistente, em 2003 professora associada e em 2007 professora do Instituto Courant de Ciências Matemáticas. A partir de 2008 foi adicionalmente professora da Universidade Pierre e Marie Curie (Laboratoire Jacques-Louis Lions).
Conhecida por seu trabalho sobre a teoria de Ginsburg-Landau (sobre a qual seu professor Fabrice Bethuel com Haïm Brézis e Frédéric Hélein realizou trabalho pioneiro), que descreve fenômenos da supercondutividade, sendo assim um modelo mais simples para uma teoria de gauge.
Em 2003 foi bolsista Sloan. Recebeu o Prêmio EMS de 2004 (palestra: Vortices in the Ginzburg-Landau-Model of Superconductivity). Foi palestrante convidada do Congresso Internacional de Matemáticos em Madrid (2006) e para 2018 está programada como palestrante plenária do Congresso Internacional de Matemáticos no Rio de Janeiro. Recebeu o Prêmio Henri Poincaré de 2012. Em 2012 apresentou uma palestra plenária no Congresso Europeu de Matemática em Cracóvia (Renormalized energy, Abrikosov lattice and log gases).

## Obras
- com Etienne Sandier: Vortices in the magnetic Ginzburg-Landau model. Birkhäuser 2007
- Vortices in the Ginzburg-Landau model of superconductivity. International Congress of Mathematicians. Vol. III, 267–290, Eur. Math. Soc., Zurique, 2006
- com Robert Kohn: A deterministic-control-based approach to motion by curvature. Comm. Pure Appl. Math. 59 (2006), no. 3, 344–407.
- com Sandier: Gamma-convergence of gradient flows with applications to Ginzburg-Landau. Comm. Pure Appl. Math. 57 (2004), no. 12, 1627–1672.
- com Sandier: A rigorous derivation of a free-boundary problem arising in superconductivity. Ann. Sci. École Norm. Sup. (4) 33  (2000), no. 4, 561–592.
- Local minimizers for the Ginzburg-Landau energy near critical magnetic field. I. Commun. Contemp. Math. 1 (1999), no. 2, 213–254.; II. ibd., no. 3, 295-333.